# Teófilo Rufflé
Teófilo Rufflé (París, 1835 - ) fue un litógrafo del siglo XIX.

## Biografía
Nacido en París en 1835, se trasladó a España con trece años de edad. Hizo sus primeros estudios de dibujo en las clases de la Academia de San Fernando y en el establecimiento litográfico de Juan José Martínez. En 1855 volvió a París a perfeccionarse en el arte litográfico. Allí siguió los cursos de la Escuela Municipal de Dibujo, dirigida por M. Leguien, estudiando la cromolitografía de Léon Painlevé. Regresó a Madrid en 1860.

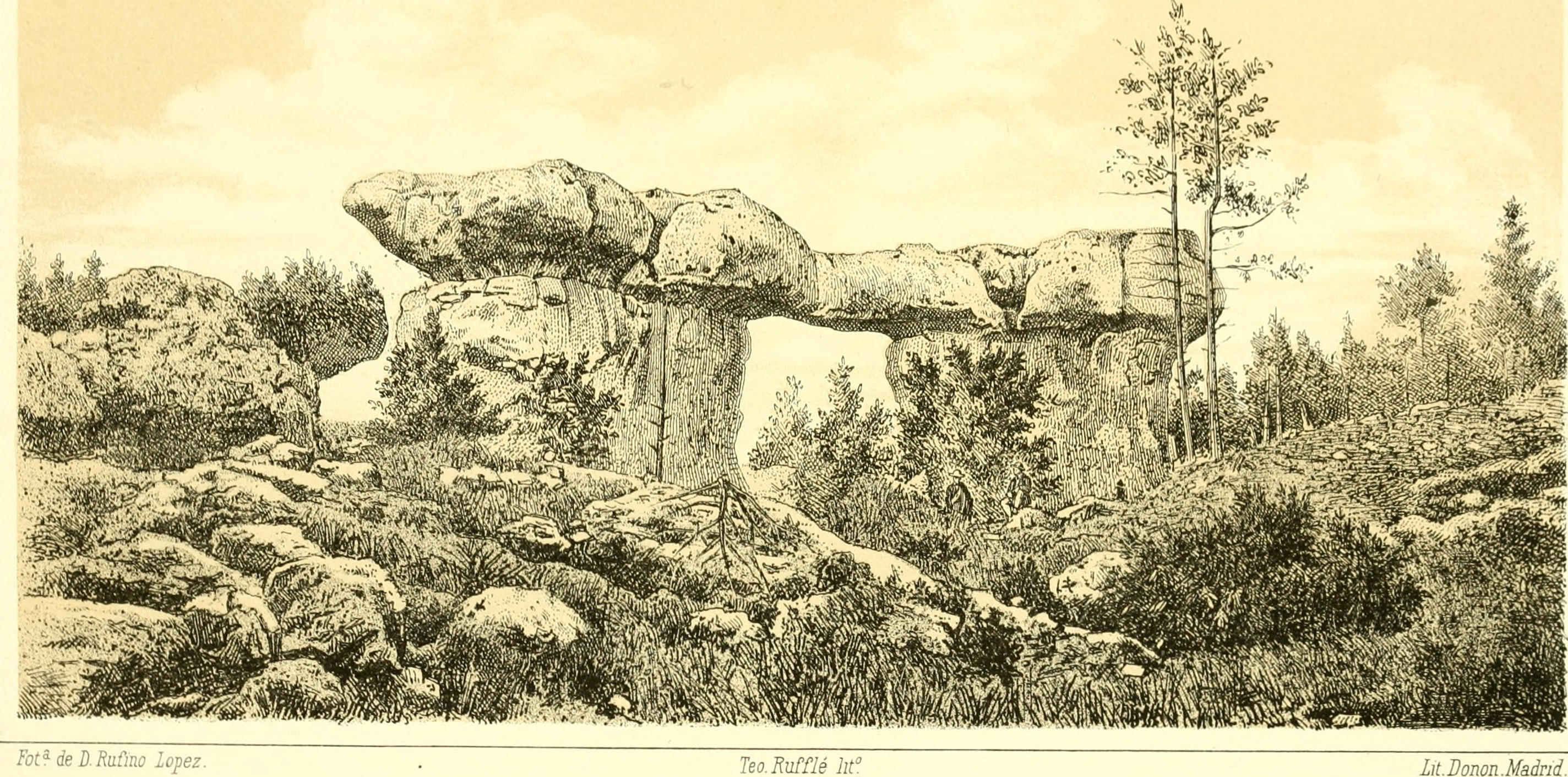
Litografía de la Ciudad Encantada de Cuenca realizada por Rufflé para un número de Anales de la Sociedad Española de Historia Natural

Para la obra Monumentos arquitectónicos de España, realizó las coronas y cruces visigodas de Guarrazar, la cruz de la victoria o de Pelayo existente en la Cámara Santa de la catedral de Oviedo, detalles de la sala de justicia en la Alhambra de Granada, los sepulcros de la catedral vieja de Salamanca, arquetas y cáliz del monasterio de Santo Domingo de Silos, las arquetas y patena del mismo, la portada de Santa Catalina en el claustro de la catedral de Toledo y varias cruces y arquetas de Asturias.
Para la Iconografía española de Valentín Carderera realizó la miniatura representando al príncipe de Viana, facsímil de un grabado, imagen del susodicho príncipe, facsímil de un grabado que representaba a Gonzalo de Córdoba. Para la Historia de la villa y corte de Madrid de Amador de los Ríos realizó Nuestra Señora de la Flor de Lis, pintura mural del siglo XIII en la iglesia de la Almudena, portada del tomo segundo.
Para la historia de las órdenes militares publicada por José Gil Dorregaray: un caballero de la insigne Orden del Toisón de Oro, caballero de la Orden de Alcántara de uniforme, caballero hijo-dalgo de la nobleza de Madrid en traje de ceremonia, caballero de la Orden de Alcántara en traje de guerra, caballero de la Orden de San Juan de Jerusalén o de Malta en traje de ceremonia, caballero de la Orden de Montesa en traje de guerra, caballero de la Orden de Santiago en los primeros tiempos de la institución en traje de guerra, ministro de la corona con uniforme, reales maestranzas de caballería, presidente del consejo de instrucción pública, académico y portadas de los tomos primero y segundo.
También realizó la cubierta para la Crónica del viaje de SS. MM. á Andalucía y Múrcia en septiembre de 1862, varias láminas para el Tratado de dibujo de Mariano Borrel, y un gran número de portadas, láminas y retratos para varias publicaciones. Varias de las obras mencionadas fueron presentadas en las Exposiciones Nacionales de 1862, 1864 y 1866, alcanzando Rufflé en la última una mención honorífica de primera clase.